# 일렉시드
일렉시드는 스토리는 손제호, 작화는 제나가 담당하는 네이버 웹툰으로 매주 수요일 연재하는 웹툰이다. 장르는 어반 판타지, 능력자 배틀, 학원물이다. 이용 등급은 12세 이용가이다.

## 작가
손제호
손제호는 1977년 8월 5일생으로 한국의 판타지소설가, 만화 스토리 작가이다.
판타지 소설 '비커즈'를 통해 유명해졌으며 이후 '러쉬'를 같이 연재했다. 국내에서 상당히 인지도 있는 먼치킨물 소설가이다.
강력한 먼치킨 주인공 캐릭터의 능력을 끌어올려 압도적인 위력으로 적을 해치우는 연출 능력으로 고정 독자들을 확보했다.
그의 작품으로는 《노블레스》,《어빌리티》 와 《비커즈》, 《러쉬》가 있다.
개인블로그

제나(Zhena)
본명은 김혜진.
2007년부터 《펫 다이어리》라는 웹툰을 연재하며 이름을 알렸다. 작가로서 실력은 상당한 경지에 올라 있으며, 팬시한 그림이나 실사적인 화풍을 묘사하는 것도 가능하지만, 작품 연재시 주로 사용하는 그림체는 세미체. 세밀한 인체묘사, 산뜻한 파스텔 톤의 수려한 색감으로 높은 인지도를 지니고 있으며, 《흡혈왕 바하문트》의 표지를 담당하는 등, 일러스트레이터 활동도 겸하고 있다.
2011년 8월부터 《은밀하게 위대하게》의 작가 'HUN'과 함께 격투 하렘 러브 코미디 웹툰 《소녀더와일즈》를 연재했다.
2018년 10월 달부터 손제호와 일렉시드를 수요일에 연재하고 있으며, 2020년 5월 30일에는 이현민과 여름은 뜨겁다를 일요일에 연재하고 있다.(완결됨)
개인블로그

## 개요
한국의 웹툰. 스토리는 손제호, 작화는 제나가 담당한다. 각성자라는 초인들이 존재하는 세계관으로, 내용은 전형적인 능력자 배틀물이지만 얌전한 성격의 주인공과 모종의 이유로 고양이로 변한 최강자급 능력자의 교류에 초점이 맞춰져 있으며 이는 주인공 뿐만 아니라 다른 등장인물의 인간관계에 대해서도 주로 초점이 맞춰져 있다.

## 줄거리
```
고양이로 변신한 각성자 카이든과 각성능력을 숨겨온 고등학생 지우의 2인조의 액션 판타지이다.
```

- 1부
- 1화 - 15화 // 델레인 박사 편
- 16화 - 37화 // 신화 편
- 38화 - 46화 // 크라인 형제 편
- 47화 - 56화 // 한국 각성자 협회 편
- 57화 - 66화 // 아카데미 선발 편
- 67화 - 99화 // 아카데미 편
- 100화 - 112화 // 델레인 박사 탈출편
- 113화 - 135화 // 백두 편
- 136화 - 연재중 // 포스 코어 편

## 연재현황
네이버 웹툰에서 2018년 10월 3일부터 매주 수요일에 연재되고 있다.

2018년 11월 26일부터 네이버 웹툰의 해외 서비스인 동만 만화에서 중국어 간체 번역 연재가 시작되었다. (제목: 觉醒吧，铲屎官！) 링크

2019년 5월 7일부터 네이버 웹툰의 해외 서비스인 WEBTOON의 영어 페이지에서 번역 연재가 시작되었다. 링크

2020년 5월 24일부터 네이버 웹툰의 해외 서비스인 WEBTOON의 인도네시아어 페이지에서 번역 연재가 시작되었다. (제목: Eleceed) 링크

네이버 웹툰의 해외 서비스이자 일본의 출판 만화 전자책 서비스인 LINE망가에서 일본어 번역 연재가 이루어지고 있다. (제목: エレキシード) 링크

2021년 3월 28일부터 네이버 웹툰의 해외 서비스인 WEBTOON의 라틴 아메리카 페이지에서 스페인어 번역 연재가 시작되었다. (제목: Eleceed) 링크

## 등장인물

### 주요등장인물
- 서지우

네이버 웹툰 일렉시드의 주인공 중 한명으로 길냥이들을 보살피고 있는 소년이다. 능력은 고속 이동과 전기 능력이다. 전기 능력은 원래부터 있는 능력이 아닌 카이든의 포스 컨트롤로 인해 자동적으로 습득된 것이라 고속 이동 능력에 비해 아직까지 능숙하게 쓰지는 못한다. 반면 고속 이동능력은 원래부터 가지고 있어서 능숙하게 쓸 수 있으며 본인의 숙련도에 따라 지속시간이 길어지며 고속 이동 자체의 속도를 더 높일 수 있지만 그만큼 지속시간은 떨어진다.
- 카이든 브레이크

네이버 웹툰 일렉시드의 주인공 중 한명으로 어떤 무리에게 공격당해 중상을 입고, 몸을 피하기 위해 고양이로 변신한 인물이다. 검은 장발의 미남으로, 각성자 세계에서 세계 최강의 각성자라 불리는 엄청난 강자다. 당장에 세계 정복을 노릴 정도로 규모가 매우 큰 각성자 조직들도 카이든의 실력에 감탄하여 어떻게든 자신의 조직에 들이고 싶어했으나, 카이든은 모두 거절했다. 거절당한 조직들 중에는 이에 분개해 카이든과 싸우려 들었지만 오히려 카이든에게 전멸당힌 곳도 있다. 백호의 차기 대표인 강수한의 말에 따르면, 카이든은 말 그대로 몇 개의 각성자 조직들을 단신으로 전부 한꺼번에 몰살시킨 적이 한두 번이 아니며, 카이든이 전멸시킨 조직의 갯수는 적어도 수십 개 이상이라고 말했다. 그렇기에 카이든을 존경하고 제자가 되고 싶어하는 각성자들이 매우 많으며  세계 상위 랭커들도 어떻게든 카이든과의 싸움을 피하려 들기만 한다.
- 우인

네이버 웹툰 일렉시드의 주연 중 한명으로 주인공 서지우와 친구이다. 과묵한 성격의 남학생으로 염력 각성자이며 차세대 최강의 각성자 중 한 명이다. 초반에는 안경을 쓰고 있었지만 아카데미 편 이후로는 맨얼굴만 나온다. 스승인 델레인 박사의 동물을 대상으로 한 불법 각성 실험을 도와주고 있다. 하지만 스승에게 동물들이 죽었다고 거짓말을 한 후 동물병원 앞에 치료비와 함께 두고 가거나, 처음엔 지우가 말을 걸어도 무시하다가 정체를 들킨 서지우를 어떻게든 상황에서 벗어나게 하기 위해 더 이상 관여하지 말라며 경고를 해준다. 스승의 실험을 위해 범죄 행위에 동참했으나 동물들에게 죄책감을 가지고 있고, 본래 성품은 따뜻한 인물이다.
- 유지석

지우의 동급생. 신화 유지영의 남동생이며 바람을 다루는 각성자이다. 지우와 달리 실전 경험이 많으며 동년배와 비교 불가인 재능의 소유자다. 기본적으로 입이 거칠고 호전적인 성격이지만 자기 주변사람들을 생각하는 면도 있다.작중 초반에는 비행 청소년들과 어울리며 탈선하는 모습을 보이기도 했지만, 서지우 일행과 어울리며 진짜 우정이 어떤 것인지 느끼게 되어 자연스럽게 비행 청소년들과의 교제를 끊었다.
- 이수빈

네이버 웹툰 일렉시드의 주연 중 한명. 주인공 서지우와 친구이다.
한국 각성자 협회장의 손녀로, 얼음 속성의 각성자이며 차세대 최강의 각성자 중 한 명이다.
동년배들 중에서 압도적인 재능을 가졌기에 협회에서 공주처럼 떠받들어주는 바람에 유지석처럼 다소 거만한 성격이 되었지만 배려심이 많은 성격이고 우인과 같이 자기 주변사람들에게는 따뜻한 성향을 보여주었으며 유지영과 박성하 같은 한국에서 손꼽힐 정도로 강한 각성자들에게는 확실히 예의를 갖춘다. 유지석과는 다르게 학교생활도 착실히 하고 명문고에 다니고 있으며 지우 담임말을 들어보면 지금 다니고 있는 명문고에서도 단 한번도 전교 1등을 놓친적이 없을 정도의 수재인 것으로 보인다.

### 각성자 단체
신화
- 유지영

바람 능력을 가진 각성자로, 세계 상위랭커이며 한국 최강의 각성자 중 한명이자 한국 각성자 단체 중 하나인 '신화'의 대표로 지우가 사는 구역을 담당하고 있으며 유지석의 나이 터울이 있는 동복누이다. 젊은 나이에 조직의 대표 자리에 오를 정도로 매우 유능한 사람이지만 동생인 유지석에게는 '그 나이에 애인도 없이 뭐하냐며' 연애와 인연이 없던 것을 놀림당하곤 한다. 엄격하고 냉정한 면이 주로 드러나지만 내적으로 올곧은 가치관의 소유자다. 또한 동생인 지석과 마찬가지로 다혈질적인 면이 꽤 있으며 존댓말 캐릭터 타입이지만, 동생과 악인들한테는 하지 않는다.
- 유지석
- 구인혁

유지영의 비서. 유지영의 곁에서 신화의 대소사를 책임지는 신화의 수뇌부중 한명으로, 국내 랭킹 20위 안에 드는 한국 대표 각성자 중 한 명이다. 처음에는 유지영의 명령으로 서지우를 조사하고 그가 적인지를 파악하려 했지만 원래부터 각성자인 지우가 능력 때문에 항상 도망치듯이 이사를 자주 했다는 점과 각성자 세계를 잘 모른다는 것을 알고 적이 아니라고 판단하여 지우에게 각성자 세계의 규칙과 기초 상식을 친절하게 가르쳐주거나 항상 존중해주는 등 지우를 후원하며 세심하게 챙겨준다. 그리고 작중 최고의 애묘가로 고양이를 엄청 좋아해서 스스로를 '집사'라고 칭할 정도이며 지우가 유지석과의 싸움으로 입원했을 때는 지우 대신 지우네 집 고양이들을 챙겨주기도 했다. 평소에는 이성적이고 합리적인 면모를 보이지만 고양이와 관련되기만 하면 이성적인 사고를 못한다. 박성하, 장기욱과는 오래 알고 지낸 악우 같은 친구인 듯하다
- 이기상

이재혁의 아버지. 신화의 간부 중 상당히 높은 위치에 있는 사람이며 전형적인 꼰대 기업인으로 신화의 유지영에게 겉으로는 깍듯이 대하지만 속으로는 그녀를 껄끄러워하고 있다.
- 이재혁

신화 소속 각성자. 유년 시절부터 신화에 소속되어 엘리트 코스를 밟아온 각성자다. 무소속인 지우가 신화의 지원을 받아 각성자 아카데미에 참가하는 것에 불만을 품고 지우의 집에 부하들을 보내 그에 대해 조사하려 했으나 부하들은 카이든과 고양이들에게 제압당하고 이 일을 구인혁이 알게되어 유지영에게 직접 경고를 받았으며 이 일을 알게 된 유지석에게 응징을 당했다.
- 최보영

신화 소속 각성자. 유년 시절부터 신화 소속으로 엘리트 코스를 밟아온 각성자로 주로 이재혁과 함께 다닌다. 아직 어떤 각성 능력을 보유했는지 구체적으로 나오지 않았다. 서지우의 아카데미 참가에 대해서는 불만은 있었지만 이재혁과 달리 처음부터 서지우를 무시하지 않고 오히려 친하게 지내거나, 백두 패거리가 또 무소속 각성자들을 괴롭힐까봐 걱정된다며 지켜보러 가자고 이재혁에게 제안하는 등 기본적으로 옳곧은 가치관을 가졌다. 
한국각성자협회
- 협회장

한국 각성자 협회의 협회장. 이수빈의 할아버지이기도 하다. 자식 교육이 무른지 이수빈은 공주처럼 떠받들어지며 키워졌다 한다. 강두식이나 한성익과 동년배로 보이나 그 둘과 다르게 아직 현역이다. 규모가 상대적으로 작은 한라와 미르를 제외한 네 조직의 수장 중 최연장자이기도 하다.
- 박성하

한국 각성자 협회 소속 각성자로 협회에서 상당히 높은 위치에 있는 인물이고 한국 각성자 서열 20위 안에 드는 각성자다. 또한 이수빈의 스승인 것으로 보이며 이수빈의 스승답게 얼음 속성을 다룬다. 15화에서 다른 요원들과 함께 첫 등장하며 델레인 박사를 체포한다. 일렉시드의 등장인물 답지 않게 고양이 기피증이 있다. 델레인 박사가 리타이어한 후로 우인의 보호자 역할을 하고 있다. 구인혁이 장기욱에게 박성하와 셋이서 한번 뭉치자고 하는 걸 보면 은근히 미운정 든 악우인듯 하다.
- 이수빈

백호
- 강수한

백호의 차기 대표. 몸이 근육질이다. 무려 차기 대표란 타이틀을 달고 있고 국내 20위 이내의 각성자이자 구인혁, 박성하와 동급인 장기욱의 상관이니만큼 다른 조교들보다 강할 것으로 보인다. 백호 내에서 미운털이 박혀있는 장기욱을 예의 주시하고 있고무소속 각성자들에게도 정중한 태도를 보이는 편이며 우인과 서지우가 뛰어난 실력을 보이자 이를 인정하고 놀라워하는 등 비교적 우호적 태도를 보인다.
- 장기욱

아카데미의 무소속 담당 조교이며 한국 각성자 서열 20위 안에 드는 각성자다. 몸에 흉터가 많고 근육질이다. 지나치게 올곧은 성격 탓에 백호 내에서는 미운털이 박혀있다. 구인혁, 박성하와는 오래 알고 지낸 친구인 듯하다. 무소속 각성자들을 대충 대하려는 다른 조교들과는 다르게 이 사람은 무소속 각성자들을 진심으로 걱정하고 최선을 다해 훈련을 시켜주려고 한다.
- 최강석

백호의 차세대를 이끌어 갈 각성자이며 백호의 아카데미 학생 대표. 애프리콧 컬러의 헤어가 특징이며 전투광끼가 있는 것으로 보인다. 유지석, 이수빈과 비교할 수 있는 수준의 실력자라고 한다. 소속 각성자와 무소속 각성자들 간의 대련전에는 무소속 각성자들과의 대련은 자신에게 도움이 되지 않는다고 참가를 거부했다.
백두
- 강수필

강두식의 장남이자 현 백두 대표이며 강수천의 아버지이다. 아카데미 편에서 성시영에게 전화해 그의 잘못을 책망하는 것으로 대사만 등장했었다. 첫 등장에서 이 사람도 백두 각성자답게 상당히 폭력적인 성향을 보여줬다. 아버지를 빼다 박아 아들인 강수천이 서지우에게 졌단 사실로 학대하고 서지우와 다시 싸워 이기리고 명령한다. 하지만 강수천이 기어이 서지우에게 한번 더 패배하자 지우 정도의 실력자를 숨겼던 것에 대해 신화 측에 따지다 카이든과 대립하게 되어 체면을 구긴다. 이후 강수만에게 자신의 아들인 강수천 보고 자기 눈에 띄지 말라 하라는 말까지 한다. 심지어 범죄 조직인 프레임과 거래하며 그로 인해 자기 아들에게 오점을 남긴 서지우가 큰 부상을 입자 시치미를 뚝 떼며 남 몰래 웃기까지 하는 인간 쓰레기. 아버지인 강두식이 한성익에게 그랬던 것처럼 유지영이 자신보다 강하다는 사실을 인정하지 않고 있다. 백두를 한국 각성자 조직 1위로 다시 만들 목적으로 그 과정에서 가장 큰 적이 될 신화나 한국 각성자 협회를 견제하기 위해 빌런들과 손잡는 추태까지 보이는 등 전형적인 명예욕만을 우선시하는 2류 악역. 결국 이 추태를 보다 못한 강수만이 신화 및 협회와 협력해 강수필의 악행을 밝히고 이로 인해 카이든이 이 사실을 알자 바로 카이든과 교전하게 된다. 백두의 장에게만 전해지는 비장의 수 그래비티 홀을 사용해 카이든을 가두고 승리를 자신하나 카이든이 그래비티 홀을 가뿐히 부수고 탈출하자 크게 당황하고 카이든이 실력을 조금 발휘하자 아무런 기반도 없을 무소속 각성자가 이렇게 강한 힘을 가지고 있다는 사실에 벌벌 떨며 바로 백두의 본부건물과 함께 흔적도 남김없이 제거당했다.
- 강수만

백두의 2인자로 현 백두 대표의 남동생이며 강수천의 삼촌이다. 형인 강수필과 사상 및 성향이 다르고 백두를 운영하는 것에만 전념하고 있으며 백두 사람임이 무색하게 그냥 개념있는 어른이다. 작중 묘사를 보면 유지영을 굉장히 높히 평가하고 있으며 인정하고 있는 듯하다. . 이후 로베른과 크라인 형제 사태 때 신화와 협회에 도움을 주며 형과 아버지가 일선을 넘은것을 안 좋게 여김이 드러난다. 암영과 드랜이 지우를 납치했을 때도 사태를 가장 먼저 눈치채고 지우를 도와주러 왔으며 백두의 2인자답게 공간분리 또한 구사하며 두 빌런들과 대치했으며 암영은 그의 공간분리를 보고 실력자임을 바로 인정했다. 다만 두 사람 모두 랭커 사냥꾼인 세계 상위급 강자였고 지우를 보호해야 하는 페널티까지 떠안아서 제대로 고전하다가 카이든이 등장하여 세계 상위급에 속하는 드랜을 순식간에 쓰러뜨리자 그의 힘에 경악해 자신의 형이 이런 괴물같은 각성자를 적으로 뒀다는 사실에 두려움을 떤다. 이후 이 사실을 강수필에게 보고하지만 동생인 자신을 상대로도 철저히 숨기고자 뻔뻔하게 연기하는 그의 모습에 환멸을 느끼며 이후 강수필이 국제 범죄 조직 프레임과 거래 중이란 사실을 알게 되어 비서와 함께 증거를 수집하려 했으나 강수필이 이를 알아채 자신의 비서를 만신창이로 만들고 강수필은 강수만에게 스스로의 손으로 자신의 비서를 죽이라 명하지만 응하지 않았고 오히려 몰래 켜둔 전화로 신화와 협회에게 자신과 강수필의 모든 대화를 전해버린다. 이에 분노한 강수필이 강수만까지 죽이려 하나 이때 백두 건물 상공에 카이든이 등장한다. 이후 카이든이 백두 건물을 공격하자 크게 당황하는 백두의 조직원들에게 절대 카이든과 맞서지 말라고 소리 친다. 그리고 강수필과 카이든의 싸움을 지켜보고 결국 카이든의 공격에 강수필과 백두 본부와 함께 사라져버리자 허망한 표정을 짓는다. 이후 신화 측에게 상황을 알려준 후 적어도 책임은 확실히 지겠다 말한다. 형을 막고 싶어 했으나 결코 형이 죽고 백두가 몰락하는 상황을 만들고 싶지는 않았기에 슬픈 표정으로 도심을 바라본다. 이후 강수필을 이어 백두의 대표가 되어 강수필의 악행에 대한 책임을 지고 있다고 한다.
- 강두식

백두의 장로. 현 백두 대표의 부친이며 강수천의 조부이다. 현재는 은퇴한 상태이며 현역 시절부터 폭력적이고 모난 성품으로 유명세를 떨쳤다. 성장제일주의적 가치관을 지니고 있으며 독자인 손자 이름도 수찬이라고 부를 정도로 모를 만큼 온정적인 면이 전무하다.

아카데미 방문 후, 무소속 각성자들이 소속 각성자들과 동등한 교육을 받는 것을 매우 못마땅해하고 아카데미 내부의 일에 간섭할 권한이 없음에도 백두의 장로라는 위치로 자주 선을 넘는 모습을 보인다. 일례로 아카데미가 끝날 때까지 무소속 각성자의 스카우트가 금지되어 있었으나 서지우를 백두에 스카우트 하려고 시도하기도 했다. 서지우가 이를 거절하자, 아카데미의 학생으로 있는 서지우를 죽이려고까지 한다. 부조리한 일이나 강두식에게는 백두에서의 절대적 지위가 있기 때문에 각성자 단체 간 정치적 이해관계와 맞물려 한국 각성자 조직에 관여된 그 누구도 그를 말리지 못했다.
- 성시영

백두의 인솔자이지만 다른 조교들에 비해 실력이 떨어지는 것으로 보인다. 백두 대표의 대사에서 언급되는 것을 보면 백두의 혈족이지만 성은 강씨가 아니라 성씨다. 다른 조교들도 무소속 각성자들을 홀대하는 면은 없진 않지만 성시영은 무소속 각성자들에 대해 적대적이고 유난히 경시하는 태도를 보인다. 아카데미 내에서도 백두의 각성자들을 유독 편애하며 서지우가 대련에서 승리를 했음에도 끝내 무소속 각성자들을 인정하지 않으려는 어떻게 보면 강수천 이상으로 미성숙한 모습을 보인다. 심지어 조교 회의에서마저 패배에 대해 인정하지 못하고 첨언하며 서지우와 우인이 체계적인 교육을 받았다는 점을 걸고 넘어진다.
- 강수천

백두의 학생 대표로 아카데미에 입성했다. 현 백두 대표의 아들이며 백두의 차세대를 이끌 각성자이다. 유지석, 이수빈과 비교되는 수준의 백두 차세대 중 최고의 실력자이고. 아카데미의 백두 3인방 중 우두머리 격인 존재다. 보랏빛이 도는 흑색 헤어컬러에 직모가 외모상 특징이고, 엘리트 코스를 밟아와서인지 전형적인 오만한 엘리트이고 기본적으로 폭력적인 성격이다. 이런 성격 때문에 인성 면에서는 다른 조직에 소속된 차세대 각성자들에게도 평가가 좋지 못하고 특히 이재석, 최보영, 이수빈, 유지석, 최강석은 이녀석을 싫어하는 것을 넘어 혐오하기까지 한다. 자기 조직에서 추천된 무소속 각성자인 이정수를 교육을 빌미로 구타를 하고 있으며 백두에 들어오고 싶으면 시키는 대로 하라며 협박하기까지 한다. 이후 무소속 각성자들이 최하 등급이라곤 하나 포스 컨트롤을 익혔다는 소리를 듣자 무소속 각성자들을 괴롭히려고 한다. 
- 박형아

백두의 각성자. 백두의 각성자답게 이지혜와의 대련에서 상대가 항복을 선언했음에도 머리를 자근자근 밟으며 농락하는 모습을 보일 정도로 오만하고 폭력적인 성격의 소유자다. 강수천을 강수천님이라고 부르며 섬기는 모습과 자기보다 약해보이는 사람들에 대한 온도차를 고려하면 전형적인 강약약강의 성격. 무소속 각성자인 이지혜와의 대련에서 이지혜의 작전에 걸려들어 반격당하는 모습을 보면 아카데미의 다른 소속 각성자들에 비해서는 실력이 떨어지는 편이다. 그러나 어렸을 때부터 엘리트 코스로 교육받은 각성자이기 때문에 이지혜의 각성 능력을 중력 간섭으로 손쉽게 풀어내고 완승한다.
- 가인용

백두의 각성자. 백두의 각성자답게 역시 오만함과 거만함을 모두 갖추었다. 이정수와의 대련에서 신체능력만으로 이정수를 압도했으나 이정수가 능력을 이용해 최대한 방어하고 빈틈을 노려 자신에게 한방 먹이자 자존심이 상한듯 바로 중력 간섭을 이용하여 이정수를 농락했고 압도적인 승리를 거둔다.
미르
- 고미영

미르의 아카데미 인솔자이자 소속 학생들을 가르치는 선생님이다. 옐로우-오렌지 투톤 헤어가 특징으로 무소속 각성자들에 관해서는 비관적인 태도를 보이는 편이었다. 그러나 무소속 각성자인 우인이 소속 각성자들 중에서 강자에 속하는 기운영을 압도적으로 쓰러트리자 이에 놀라워하기 시작하고 그 다음에 마찬가지로 무소속인 서지우가 소속 각성자들 중에서도 최강급에 속하는 강수천을 완전히 꺾자 무소속 각성자들에 대한 생각을 바꾸는 등 열린 사고를 가지고 있기도 하다. 미르 소속 각성자인 만큼 서지우의 각성 능력으로 알려진 동물 교감 능력에 관심을 갖는다. 이후 서지우와 카이든을 데려와서 능력 테스트를 하나 당연히 제대로 되질 않았고 마지막으로 전투 테스트를 시킨다.
- 주이슬

미르의 학생 대표. 동물을 조종할 수 있는 각성자. 자기에게 굴욕감을 준 고양이는 네가 처음이라며 카이든을 자신의 고양이로 만들고 싶어한다. 미르에서 영향력 있는 각성자인지 각성자 조직에서 영입 제안을 먼저 하는 게 흔치 않음에도 불구하고 지우를 동물 각성 능력자로 착각해 지우에게 영입 제안을 한다. 서지우가 대련에서 강수천이 사용한 중력 간섭에서 벗어나는데 성공하자 동물 각성 능력 뿐만 아니라 다른 각성 능력도 괄목할 만한 수준이라는 점에 놀라워 했으며, 서지우가 대련을 지속하려 하자 서지우의 몸상태를 걱정하는 모습도 보여 주었다. 이날 이후 서지우를 몰래 지켜보며 그 뒤로도 고양이 상태의 카이든과 산책하는 서지우를 위장까지 하며 몰래 쳐다보고 바람에 머리칼이 휘날리는 서지우의 외모에 반해 얼굴을 붉혀 이후로도 지우가 산책할 때 마다 몰래 산책하는 등 지우에게 호감을 가지게 된 듯하다. 
- 김주경

미르의 각성자. 하늘색 단발이 특징인 여학생으로 미르의 각성자답게 정신계 각성자로 강한 최면을 걸어 정신을 붕괴시키는 각성 능력을 가지고 있다. 아카데미의 대련에서는 최강우와 붙게되었다. 조작계 능력자의 고질적의 단점상 신체 능력자체는 최강우보다 약한편이었고 본인도 이를 인지하고 있어서 아우라를 최대한 축적해 대련 카운트가 울리자마자 바로 최강우에게 최면을 걸어 손쉽게 승리했다.
빌런
- 델레인 박사

우인의 스승. 각성 능력은 염력. 추적자라 불리는 세력에게 쫓기고 있다. 죄 없는 고양이를 강제로 각성실험에 이용하고 있으며, 그 외에 다른 동물들도 실험 대상으로 삼고 있다. 능력 확인을 핑계로 동물학대를 서슴치 않게 하고 있다. 결국 지우를 건드려서 열받은 카이든에게 당하고 우인과 함께 협회의 각성자들에게 잡혀간다. 그래도 제자인 우인을 진심으로 아끼는지 잡혀가기 전에 우인을 배신자로 일부러 매도하여 단순히 하수인에 불과하다는 식으로 보호하였고, 이후 협회에 우인의 선처를 부탁했다. 카이든을 보자마자 기겁하다가 비록 카이든의 능력 한번에 일방적으로 당했어도 상당히 강한 각성자라 일격에 죽지는 않았고, 우인의 실력을 보고 구인혁이 박성하한테 델레인 박사를 도대체 어떻게 잡은 거냐고 묻기도 했다.  33화에서는 실험을 하다보면 가끔 제정신이 아니게 되는 증상이 있다고 하는 것을 보면 이런 면만 빼면 나쁘기만 한 사람은 아닌 듯하다. 현재 협회에 잡혀있는 것은 비밀에 부친 것으로 보이며 우인의 스승인 사실 역시 협회에서는 함구하고 있다. 
- 크라인 형제

돈이 되는 일이라면 무엇이든 하는 악질적인 글로벌 범죄자로, 각성자들 사이에서 수배가 내려져 있을 정도다. 돈의 액수만 맞는다면 평범한 사람들 일에 끼어들고 각성자를 납치해서 팔기도 한다고 한다. 한국 방문은 백두의 협력 하에 이루어진 일로 델레인 박사를 납치하는 것이 목적이었으나, 실패하고 신화나 협회에게 제압당했다. 그래도 세계 랭커인 만큼 실력이 발군이기 때문에 보통 추적조차 애를 먹기도 하고 설령 발견했다 하더라도 살해당하는 것이 대부분이다. 물론 카이든 및 유지영보다도 훨씬 아래급의 실력이어서 카이든 및 유지영은 아주 쉽게 제압했다. 둘 다 머리색이 붉은색이며 능력은 화염 속성이다.
- 로베른

아카데미 편 이후에 등장한 악역으로 백두와 협력관계를 가졌으며 크라인 형제와 마찬가지로 국제적인 범죄자이다. 능력은 일정 범위안에서 타인의 몸을 자유자재로 조종하는 능력을 가졌고 어떤 조건을 클리어하면 세뇌까지 할 수 있는 것으로 보인다. 능력의 위력과 범용성이 굉장해서 협회원들은 물론 세계 랭커인 크라인 형제 같은 강자도 이 능력에 꼼짝없이 세뇌당하기까지 했으며 박성하도 능력을 사용할 틈을 주지 않고 상대했기에 로베른을 제압할 수 있었다. 묘사로는 델레인 박사를 협박해 자신의 조직으로 데려가고 있는 듯하다.
- 암영

백두 편에서 등장한 새로운 악역으로 얼굴이 상처투성이이고 오드아이를 가진 백발의 남성. 각성능력은 내부파괴 능력과 아우라를 한곳에 압축하여 칼바람으로 변환하는 능력, 신체를 변형시켜 손톱을 날카롭게 만드는 능력, 회복능력, 그리고 서지우와 똑같은 전기능력까지 가지고 있는 다중 능력자이다. 백두 대표인 강수필이 지우가 카이든의 제자라는 정보를 팔아넘기고 그 정보를 보고 지우를 습격한다. 강수만이 강수필 몰래 확인한 정보에 따르면 크라인 형제, 로베른보다 위험등급이 훨씬 높은 범죄자라고 한다. 125화에선 지우가 맥스 스피드로 공격하지만 지우와 똑같은 전기능력으로 간단히 막아내고 급소를 때려 지우를 기절시켰다. 이때 전투 흔적을 없애기 위해 싸우면서 지우가 떨어뜨린 소지품들을 다 재로 만들어버리면서 흔적을 없애고 지우를 데려가는데 심지어 카이든조차 이를 눈치채는 데에는 꽤 시간이 걸렸다. 그리고 함께 온 그의 동료의 발언에서 그들은 카이든이 다쳤다는 사실을 알고있는 것으로 보아 그는 1화에서 카이든한테 큰 부상을 입힌 습격자들 중 한명이거나 습격자는 아닐지라도 그들과는 연관은 있을 것으로 보인다.
- 드랜

암영과 같이 강수필이 팔아넘긴 카이든의 정보를 믿고 한국에 습격한 빌런이다. 강수만의 말에 따르면 암영과 같이 크라인 형제, 로베른보다 위험등급이 훨씬 높은 범죄자라고 한다. 암영이 카이든의 제자인 서지우를 잡아오자 서지우에게 카이든이 알려준 포스 컨트롤을 알려준다면 거친 짓은 하지 않겠다고 하지만 서지우가 단칼에 거절하자 곧바로 고문을 시도해 카이든의 포스 컨트롤을 발설하게 만드려 했다. 서지우가 아무 대꾸도 안 하자 그냥 죽이려 했으나 강수만이 나타나 저지당하고 강수만과 싸우는 사이에 개입한 카이든에게 흔적도 없이 제거당한다.

## 설정

### 각성자 관련
- 각성자

인간이지만 특정한 초능력을 가진 능력자들이다. 기본적인 신체능력부터 일반인들과는 비교불가할 정도로 매우 높고 회복능력도 뛰어나 일반인들이 몇 달을 앓아 누워야 할 부상도 며칠 만에 회복할 정도로 신체 스펙 자체는 일반인들과 격이 다르다. 또한 델레인 박사의 언급에 의하면, 각성자는 인간이 회복하기 힘든 질병이나 바이러스 또한 내성이 있거나 회복도 빠른 것으로 보인다. 각성자의 각성 능력은 타고 나서 발현되기도 하고, 후천적으로 습득하기도 하나, 타고 나는 경우가 가장 일반적이다. 후천적으로 습득하는 경우, 포스 컨트롤을 통해서 얻는 경우도 있고 평범한 인간이었다가 어떠한 사고로 인해서 각성해서 본인의 특기에 맞춰지면서 각성하는 경우도 있다. 실제로 서지우는 포스 컨트롤을 익혀 전기 속성 능력을 터득했고, 신화의 각성자들도 신화의 포스 컨트롤을 익혀 바람 속성 능력을 사용하며 우인은 델레인 박사의 포스 컨트롤로 인해 염력을 터득했다. 즉, 각성 능력의 후천적 학습은 주로 포스 컨트롤을 통해서 전달된다. 다만 일부는 아예 자신이 원하는 능력을 만들기 위해 연구 및 분석해서 각성능력을 개발하거나 잘될 경우 포스 컨트롤을 직접 개발하기도 한다.
각성자 세계에는 기존 각성자나 조직은 신규 각성자를 도와줘야 한다라는 암묵적인 룰이 있으며 신규 각성자가 발견되는 즉시 기존 각성자나 조직에게 각성자 세계의 안내를 받고 보호한다지만 각성자 세계는 사실 유리천장이 두껍다. 이유는 기존 각성자들은 어린 시절부터 조직의 체계적인 교육과 지원을 통하여 각성 능력을 단련하고 본인들의 각성 능력을 능숙한 수준으로 끌어올려 실력을 높이지만 신규 각성자들은 체계적인 교육과 지원을 받지 않았음은 물론이고 본인의 각성 능력을 적절한 방식으로 단련하지 못한 자들이나 최근에야 자각한 자들이 대부분이기에 실력 격차는 이미 크며 이 때문에 소속 각성자와 무소속 각성자는 사실상 넘을 수 없는 격차가 존재한다. 실제로 이정수의 행동과 발언을 보면 신규 각성자들은 사실상 악의 조직에게 이용 또는 강제실험을 당하는 것은 기본이고 또한 무소속이라는 이유만으로 소속 각성자들에게 멸시와 무시를 받는 것이 대부분이다.
- 각성자 대련규칙

각성자 세계의 대련 규칙은 일반적 스포츠 대련과 차이가 있다.
첫째, 상호 동의가 있는 정식 대련에는 제3자가 어떤 일이 있어도 끼어들어서는 안된다. 대련장에 달려드는 것이 금지되는 것은 물론 언어 형태의 방해도 허용되지 않는다.
둘째, 대련에 포기나 항복은 쉽게 수용되지 않는다. 누가 봐도 인정할 만한 전투 불능 상태에나 포기가 가능하다. 예를 들면, 무소속 각성자 이지혜와 백두 박형아의 대련처럼 일방적으로 한쪽이 당할 수밖에 없는 격차가 있더라도 전투 불능이 될 때까지 제3자는 끼어들 수도 없고 당사자도 포기할 수 없으며 끝을 봐야한다.
이 두 가지 규칙들은 각성자 세계에서 아주 기본적이고 당연시되는 룰로, 각성자라면 반드시 지켜야 한다. 설령 각성자 룰에 대해 잘 모르는 무소속 각성자라도 룰을 어기는 것은 절대 두둔 받을 수 없다. 또한 이 룰을 어길 경우, 큰 질타와 비난을 받을 수 있다. 실제로 이 규칙을 어긴 서지우는 무소속 각성자라도 예의가 없다며 비난을 받았었다.
- 각성자 사제관계

각성자들의 사제 관계는 부자지간보다 긴밀한 관계라고 할 수 있다. 각성자 스승은 제자에게 본인이 가진 모든 지식과 기술을 전수한다. 특히 각성자의 전부이자 업적이라고 볼 수 있는 포스 컨트롤은 믿을 수 있는 극소수에게만 전달된다. 이 때문에 일반적으로 직계 제자들은 대부분 혈육 관계에 있는 사람들이며 이러한 연유로 2명 이상의 스승을 두지 못한다.

### 세계관 관련
- 각성자 단체

각성자 단체들의 알력 다툼이 상당하다.
현재 한국에서는 신화와 협회가 1,2위를 다투하고 있으며  그 외의 각성자 단체들이 위로 치고 올라가기 위해 기회를 엿보고 있으며 신화와 협회를 견제하고 있다. 각성자 단체들마다 개성과 능력이 뚜렷하다. 개성과 능력은 다음과 같다.
1. 백호는 각성자들이 대체로 근육질 몸에 흉터가 많은 특징을 갖고 있으며 주로 신체능력을 강화시키는 능력을 지녔다.
2. 미르는 동물 교감, 조작 능력에 특화되어 있는 각성자 단체이며 각성자의 기량에 따라 조작범위는 커지나 신체능력자체는 약한 편이다.
3. 백두는 엘리트주의와 성장제일주의적인 면이 강하며 주로 중력계열의 능력을 사용한다.
4. 한라는 구체 혹은 물체를 형성하거나 또는 구현화하는 능력을 사용한다.
5. 신화는 수뇌부를 중심으로 바람을 다루는 능력을 주로 사용하고 있으며 대부분 양복차림의 패션을 소화한다.
6. 협회는 얼음 계열의 능력을 가지고 있고, 대체로 목을 가리는 패션을 소화한다는 특징이 있다.

- 각성자 랭킹

작중에서 묘사된 각성자들의 순위체계로 무소속 각성자인 카이든이 작중에서 최강의 각성자로 인정받는 묘사가 있는 것으로 보아 각성자 랭킹은 무소속이든 소속이든 심지어 범죄자이든 본인의 역량에 따라 인정되고 있는 듯하다. 즉, 설령 본인이 무소속 각성자이거나 범죄자일지라도 출중한 실력을 가지고 랭커에 속하면 이에 맞는 대우를 받는다.
현재 등장한 세계 최상위 랭커는 카이든, 카르테인. 상위 랭커는 한성익, 유지영, 암영, 드랜, 강수필, 강수만 정도며 이 밖에 세계 랭커로 등장한 인물들 중에는 크라인 형제, 로베른, 델레인 박사 정도다.
- 아카데미

이름 그대로 각 국가에서 엘리트 각성자들을 양성하기 위한 일종의 학원이다. 카이든의 말에 따르면 아카데미는 각성자 세계에서 최근에 생긴 시스템이고 아카데미가 개설된 국가는 대부분 강한 국가들 뿐이라 아카데미 자체는 전 세계에 얼마 없다고 한다.
일류 각성자들을 양성하기 위한 시스템인 만큼 이 아카데미에서 개설하는 시즌에 참가하기 위해서는 우선 조직이나 국가에서 테스트를 받고 최종 합격된 몇 명 정도가 아카데미 참가를 인정받는다. 이는 무소속 각성자도 마찬가지인지라 실력이 된다 판단되면 아카데미 참가를 인정 및 추천을 받을 수 있다. 우인을 포함한 여름시즌에 참가한 무소속 4인방이 이 케이스에 속한다.
또한 조직의 대표의 추천에 따라 특별 참가도 인정된다. 서지우가 이 케이스에 속한다.
보통 참가 학생들의 방학기간들을 전체적으로 고려해 여름시즌과 겨울시즌이 있다. 기간은 보통 1개월 반 정도고 여름시즌 테스트를 통과한 차세대 각성자들은 겨울시즌에도 자동으로 참가를 인정받는다. 다만 계속 아카데미 참가를 인정 받으려면 1년에 1~2회 마다 조직 및 국가가 내준 테스트를 통과해야 한다.
또한 아카데미 참가를 인정받은 무소속 각성자는 각성자 조직들의 주 스카웃 대상이다. 주로 아카데미 시즌이 끝난 후에 스카웃 제의를 하며 이에 맞는 대우를 약속한다. 다만 상위급 조직에게 스카웃 받기 위해선 아카데미에서 우수한 성적을 기록해야 한다. 실제로 이정수는 어떻게든 한국 상위 조직인 백두에 스카웃 받기 위해 우수한 성적을 얻으려고 안간힘을 썼다.
작중에서 묘사된 아카데미에서 제시된 성적은 일반학교와 마찬가지로 평소수업에서 보여준 각성능력과 대련에서 보여준 각성능력과 재능 및 자질까지 전체적으로 평가해 결정되는 듯하다. 현재 한국 아카데미 최상위 등급은 유지석, 이수빈, 최강석, 강수천, 우인, 서지우다.